# Nothobranchius wattersi
Nothobranchius wattersi is een straalvinnige vissensoort uit de familie van de killivisjes (Nothobranchiidae). De wetenschappelijke naam van de soort is voor het eerst geldig gepubliceerd in 2013 door Ng'oma, Valdesalici, Reichwald en Cellerino.